# Rhopospina fruticeti
A Rhopospina fruticeti a madarak osztályának verébalakúak (Passeriformes) rendjébe és a tangarafélék (Thraupidae) családjába tartozó Rhopospina nem egyetlen faja.

## Rendszerezése
A fajt Heinrich von Kittlitz német zoológus írta le 1833-ban, a Fringilla nembe Fringilla fruticeti néven. Sorolták a Phrygilus nembe Phrygilus fruticeti néven is.

## Alfajai
- Rhopospina fruticeti coracina (P. L. Sclater, 1891)
- Rhopospina fruticeti fruticeti (Kittlitz, 1833)
- Rhopospina fruticeti peruviana (J. T. Zimmer, 1924)[2]

## Előfordulása
Dél-Amerikában, Argentína, Bolívia, Chile, a Falkland-szigetek, Déli-Georgia és Déli-Sandwich-szigetek  és Peru  területén honos. Természetes élőhelyei a mérsékelt övi, szubtrópusi és trópusi cserjések, valamint szántóföldek. Vonuló faj.

## Megjelenése
Testhossza 18 centiméter, testtömege-41 gramm.

## Természetvédelmi helyzete
Az elterjedési területe rendkívül nagy, egyedszáma pedig stabil. A Természetvédelmi Világszövetség Vörös listáján mérsékelten fenyegetett fajként szerepel.